# Heusenkräuter
Die Heusenkräuter oder Ludwigien (Ludwigia) sind die einzige Gattung der Unterfamilie der Ludwigioideae innerhalb der Pflanzenfamilie der Nachtkerzengewächse (Onagraceae). Die etwa 87 Arten sind fast weltweit verbreitet.

## Beschreibung

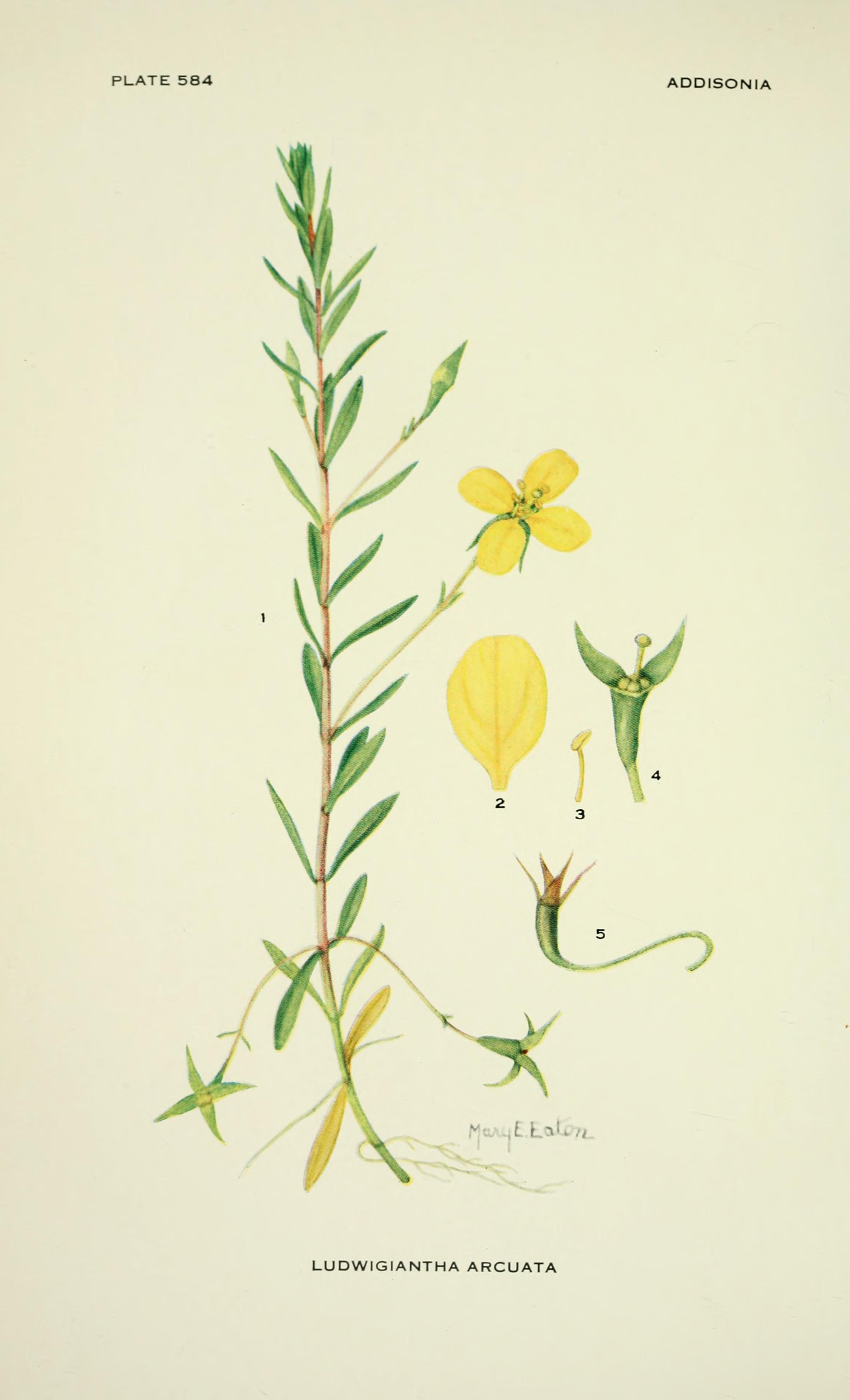
Illustration aus Addisonia - colored illustrations and popular descriptions of plants von Ludwigia arcuata

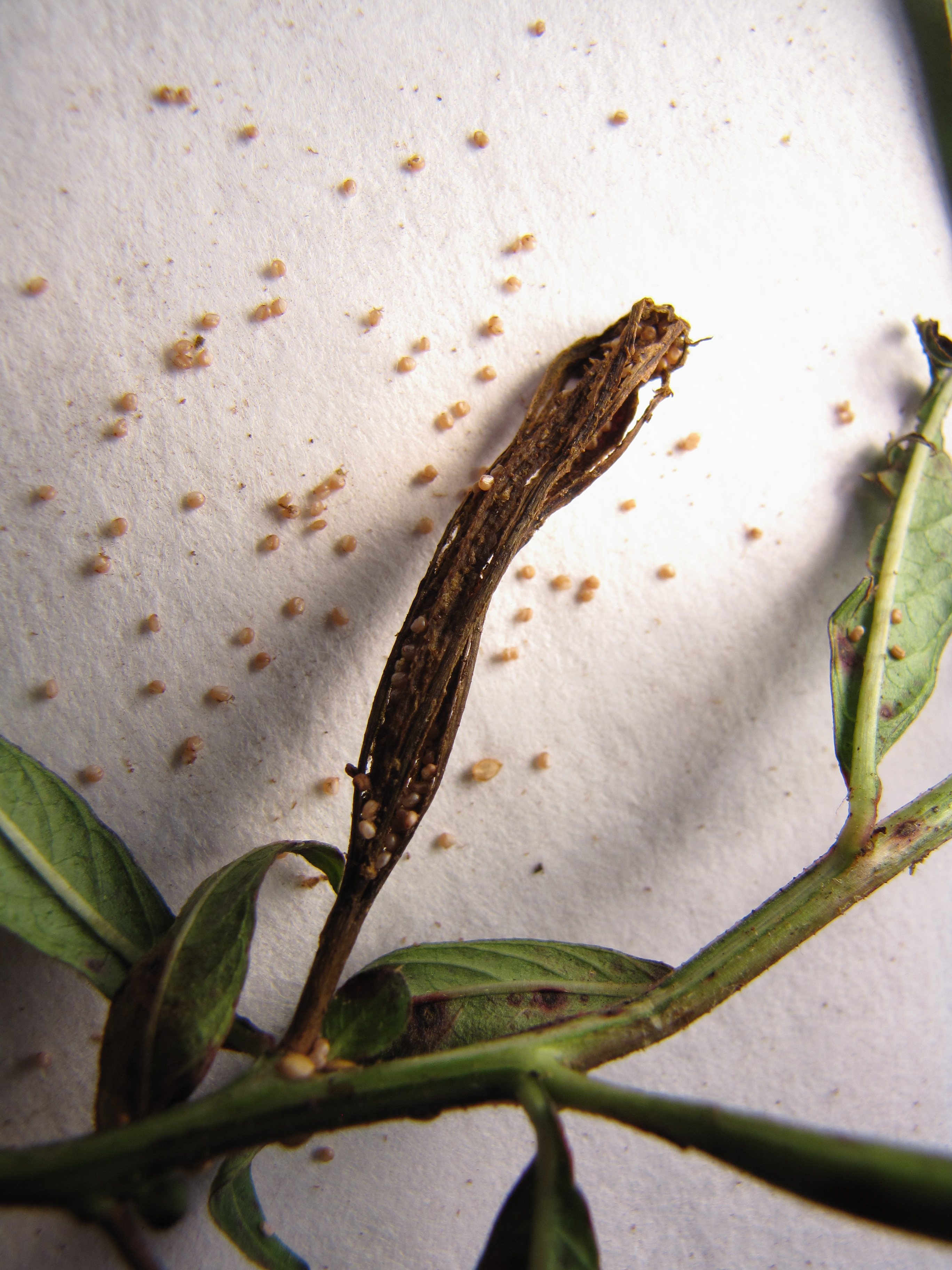
Reife Kapselfrucht und Samen von Ludwigia octovalvis

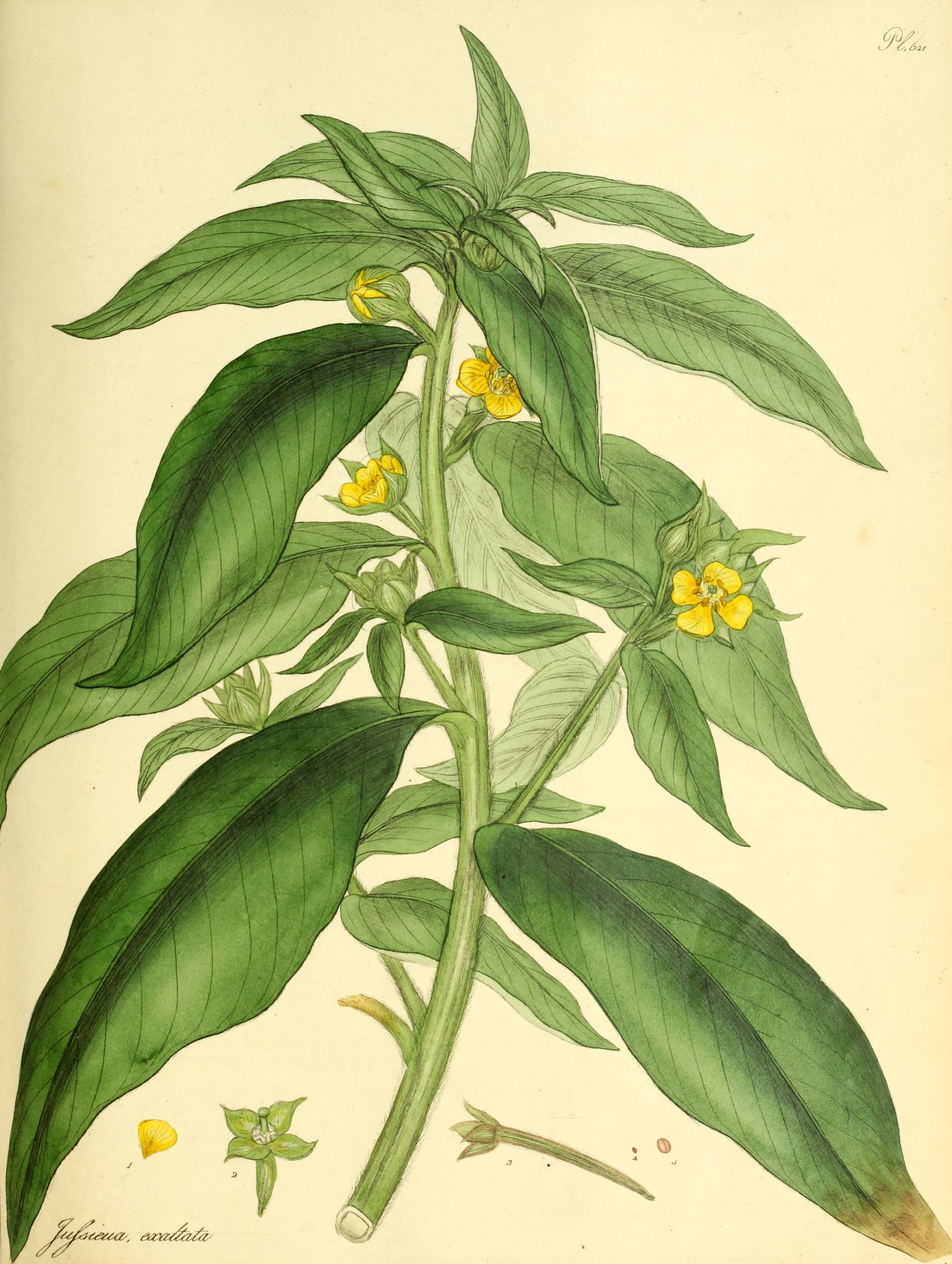
Illustration aus The botanist's repository, for new and rare plants - containing coloured figures of such plants, as have not hitherto appeared in any similar publication; with all their essential characters von Ludwigia octovalvis

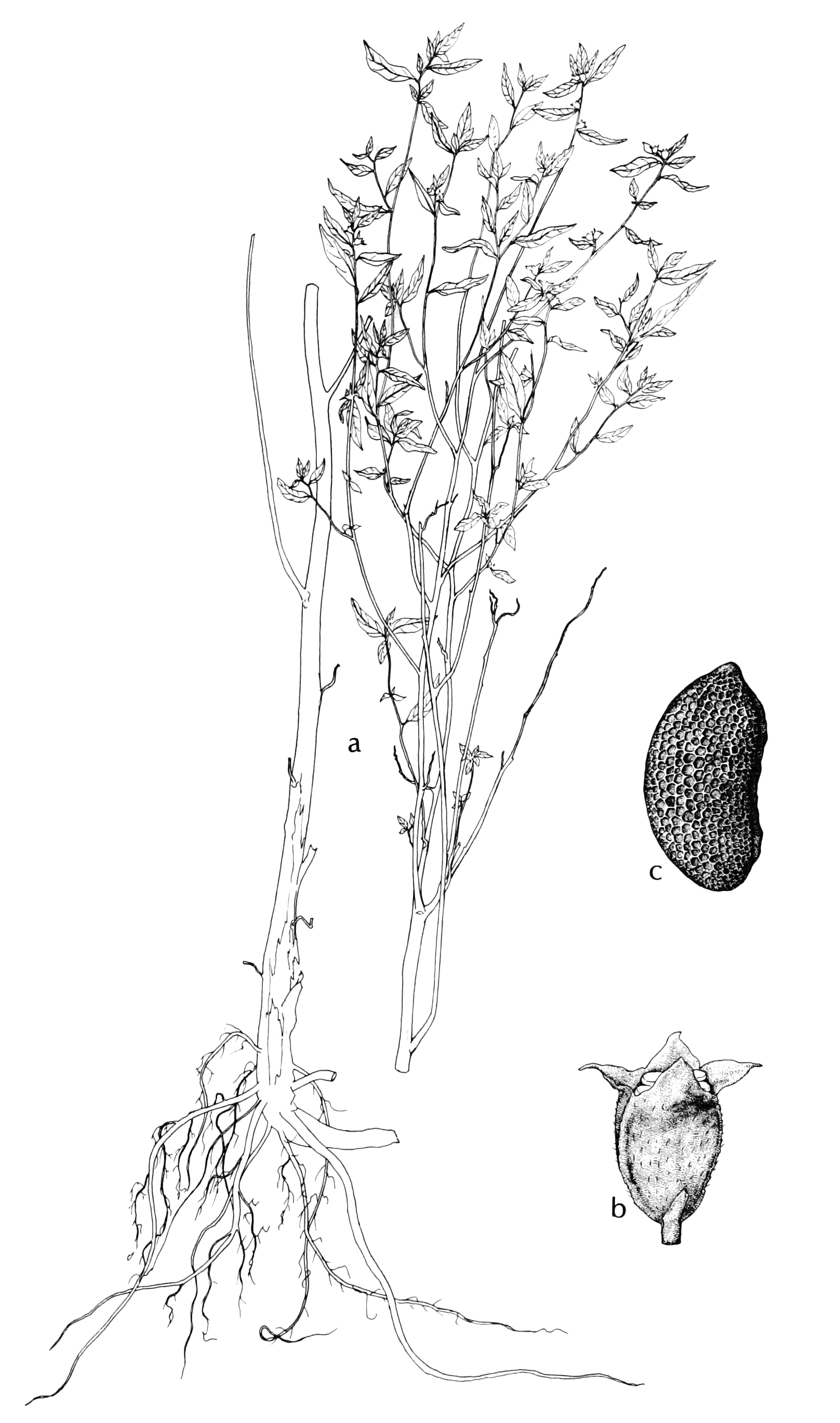
Illustration aus Aquatic and wetland plants of southwestern United States, 1972 von Ludwigia sphaerocarpa

### Vegetative Pflanzenteile
Ludwigia-Arten sind schlanke, selten einjährige oder meist ausdauernde krautige Pflanzen. Einige Arten sind verholzende Pflanzen und wachsen als Sträucher oder selten kleine Bäume. Die aufrechten bis ausgebreiteten oder niederliegende Stängel, sie können an den Knoten (Nodien) der Wurzeln ausbilden. Einige Arten wachsen flottierend in offenem Wasser oder sind untergetaucht. Bei im Wasser wachsenden Arten sind die untergetauchten, meist verzweigten Stängel meist geschwollen mit schwammartigem Aerenchym oder bilden weiße, schwammähnliche Pneumatophoren. Die oberirdischen Pflanzenteile sind meist kahl; sie können striegelig, fein oder zottig behaart sein, selten sind sie flaumig drüsig behaart (Indument).
Die meist wechsel- oder seltener gegenständig, selten wirtelig angeordneten Laubblätter sind meist in Blattstiel und -spreite gegliedert; manchmal sind sie sitzend. Die meist einfachen Blattspreiten sind meist linealisch bis lanzettlich, länglich oder verkehrt-eiförmig, selten dreieckig. Die obersten Laubblätter sind meist reduziert. Die Blattränder sind glatt, gesägt oder drüsig gesägt; meist ohne ölhaltige Zellen. entlang des Randes sind meist ein oder selten zwei mehr oder weniger auffällige Blattadern vorhanden. Es sind Nebenblätter vorhanden, sie sind reduziert und/oder fallen aber früh ab und sie sind oft dunkel-rötlich-grün.

### Blütenstände und Blüten
Die Blüten stehen entweder aufrecht oder niederliegend einzeln oder zu zweit in den oberen Blattachseln am Ende der Stängel oder in Bündeln, ährigen oder traubigen Blütenständen zusammen. Meist sind zwei Deckblätter unterhalb des Ansatzes des Fruchtknotens vorhanden; sie sind schwarz bis dunkelrot und oft schuppenförmig; manchmal fallen sie früh, selten fehlen sie. Oft ist ein Blütenstiel vorhanden.
Die meist zwittrigen Blüten sind radiärsymmetrisch mit meist doppelter Blütenhülle. Ein Blütenbecher (Hypanthium) fehlt und es ist keine Blütenröhre vorhanden. In jeden Blütenblattkreis sind die gleiche Anzahl von Blütenorganen vorhanden, es sind drei bis sieben, meist vier oder fünf. Die ausgebreiteten bis fast aufrechten, meist grünen, selten gelben oder cremefarbenen Kelchblätter bleiben auch noch nach der Anthese erhalten und färben sich dann rötlich oder fallen früh ab. Die meist gelben oder gelegentlich weißen, früh von der Blüte abfallenden Kronblätter weisen einen glatten Rand auf; sie können fehlen; wenn sie gelb sind reflektieren sie oft ultraviolett. Es sind ein oder zwei Kreise von Staubblättern vorhanden. Die Staubblätter der zwei Kreise können fast gleich oder unterschiedlich sein. Die Staubbeutel sind entweder frei beweglich oder manchmal am Ansatz befestigt (basifix). Die Pollenkörner meist drei, selten bis zu fünf Keimöffnungen (Aperturen) und werden als Monade, Tetrade oder Polyade abgegeben. Die Fruchtblätter - es können selten mehr als Kelchblätter vorhanden sein - sind zu einem unterständigen, mehrkammerigen (entsprechend der Anzahl der Fruchtblätter) Fruchtknoten verwachsen. Der am oberen Ende flache oder konische Fruchtknoten ist von erhabenen oder oft eingesenkten Nektarien umgeben. Der meist kahle Griffel fehlt nur bei der Sektion Arborescentes. Die kopfige oder halbkugelige Narbe ist entweder einfach oder unregelmäßig gelappt und in der oberen Hälfte ist feuchtes und papillöses Narbengewebe vorhanden.

### Früchte und Samen
Die sitzende bis lang gestielte Kapselfrucht ist ausgebreitet oder aufrecht. Die verkehrt-kegelförmigen, verkehrt-eiförmigen bis zylindrischen bis keulenförmigen, verkehrt-pyramidalen, kugeligen bis quaderförmigen Kapselfrüchte sind stielrund bis scharf vierkantig, gerade oder etwas gebogen und öffnen sich entweder unregelmäßig oder mit einer endständigen Pore und enthalten zahlreichen (50 bis 400) Samen in einer oder mehreren Reihen je Fruchtfach. Die Samen sind frei oder in einem pudrige oder holzigen Endokarp eingebettet. Die relativ kleinen, glatten oder fein narbigen Samen sind schmal-eiförmig. Die Samennaht (Raphe) ist klein und unauffällig oder manchmal auffällig, manchmal gleich groß wie das Samenkorn. Selten besitzen Samen einen asymmetrischen Flügel.

### Chromosomensätze
Die Chromosomengrundzahl beträgt x = 8. Polyploidie ist in dieser Gattung häufig; bekannte Chromosomenzahlen sind 2n = 16, 32, 48, 64, 80, 96 und 128.

### Ökologie
Ludwigia-Arten sind Hemikryptophyten oder Therophyten, seltener Phanerophyten.
Die Blüten von Ludwigia-Arten sind während eines Tages oder mehrere Tage lang geöffnet. Die Bestäubung erfolgt durch oft Bienen, manchmal Schwebfliegen (Syrphidae) oder Schmetterlinge, oder Autogamie.

## Standorte
Die Ludwigia-Arten besiedeln feuchte, offene Standorte, manchmal sind es Sumpfpflanzen, gelegentlich sind sie reine Wasserpflanzen. Einige Arten gelten in einigen Ländern als invasiv und stehen in manchen Gebieten unter Beobachtung.

## Systematik

### Taxonomie der GattungLudwigia
Die Gattung Ludwigia wurde 1753 durch Carl von Linné in Species Plantarum, Tomus I, Seite 118, dort „Ludvigia“, aufgestellt. Der Gattungsname Ludwigia ehrt den deutschen Arzt und Botaniker Christian Gottlieb Ludwig (1709–1773). Als Lectotypusart wurde 1913 Ludwigia alternifolia L. durch Britton und Brown in Ill. fl. n. U.S., 2. Auflage, 2, Seite 586 festgelegt. Synonyme für Ludwigia L. sind: Adenola Raf., Corynostigma C.Presl, Cubospermum Lour., Dantia Boehm., Diplandra Raf. nom. illeg., Epactium Willd., ×Fissendocarpa (Haines) Bennet, Isnardia L., Jussia Adans. orth. var., Jussiaea L., Ludwigiantha (Torr. & A.Gray) Small, Nematopyxis Miq., Oldenlandia P.Browne nom. illeg., Oocarpon Micheli, Prieurea DC., Quadricosta Dulac, Tiphogeton Ehrh.

### Botanische Geschichte
Die Verwandtschaftsgruppe um die Gattung Ludwigia wurde durch unterschiedliche Autoren im Verlauf der Zeit unterschiedlich eingeordnet. Beispielsweise bei A. P. de Candolle 1828 Ludwigia s. str., Jussiaea, Isnardia sowie Prieurea im Tribus Jussieae; bei E. Spach 1835 Ludwigia s. str., Jussiaea sowie Isnardia im Tribus Jussieueae; bei R. Raimann 1893 in Engler und Prantl’s Die natürlichen Pflanzenfamilien Ludwigia s. str., Jussiaea sowie Oocarpon im Tribus Jussieueae, bei P. A. Munz 1965 Ludwigia im Tribus Jussieueae, bei P. H. Raven et al 1979 und 1988 Ludwigia s. l. im Tribus Jussieueae, bei Wagner et al 2007 Ludwigia s. l. in der Unterfamilie Ludwigioideae.
Schon vor den Ergebnissen der molekulargenetischen Untersuchungen wurde klar, dass Ludwigia s. l. die Schwestergruppe zu allen anderen Verwandtschaftsgruppen innerhalb der Familie Onagraceae ist. Bei Wagner et al 2007 stehen in der monophyletischen Familie Onagraceae die beiden Unterfamilien Ludwigioideae (ohne Blütenröhre) und Onagroideae (mit Blütenröhre) nebeneinander.

### Unterfamilie Ludwigioideae
Die Verwandtschaftsgruppe der Ludwigia s. l. hat sich vom letzten gemeinsamen Vorfahren aus der Familie Onagraceae zwischen 80 und 93 Millionen Jahren vor heute getrennt.
Ludwigia ist die einzige Gattung der Unterfamilie Ludwigioideae Juss. nom. cons. Ludwigioideae Juss. nom. cons. wird 2007 als Unterfamilie in Wagner und Hoch: Systematic Botany Monographs; Monographic Series of the American Society of Plant Taxonomists, Volume 83, Seite 20 reaktiviert. Ludwigia unterscheidet sich deutlich von allen anderen Gattungen der Familie Onagraceae. Dies und die Ergebnisse anatomischer sowie molekulargenetischer Untersuchungen belegen, dass sie eine Schwestergruppe zu allen anderen Vertretern dieser Familie darstellen. Lange wurden Arten mit der doppelten Anzahl von Staubfäden als eigene Gattung Jussiaea geführt, diese wurde aber mit den Ludwigia vereint, als belegt werden konnte, dass dies ein variables Merkmal ohne diagnostischen Wert darstellt. Raven 1963/64 stellte die Arten der davor eigenständigen Gattungen Isnardia, Jussiaea, Ludwigiantha sowie Oocarpon in Gattung Ludwigia s. l.

### Innere Systematik
| Die Gattung Ludwigia s. l. wird bei Raven 1992 und bei Wagner et al 2007 in etwa 23 Sektionen gegliedert, einige davon enthalten nur eine Art: |
| - Sektion Ludwigia sect. Myrtocarpus (Munz) H.Hara (Syn.: Jussiaea sect. Myrtocarpus Munz, Corynostigma C.Presl, Ludwigia sect. Michelia Ramamoorth) - Sektion Ludwigia sect. Arborescentes Zardini & P.H.Raven: Sie wurde 1992 aufgestellt. - Sektion Ludwigia sect. Pterocaulon Ramamoorthy (Syn.: Diplandra Raf. non Bertero nec Hook. & Arnott nom. cons.) - Sektion Ludwigia sect. Cinerascentes Ramamoorthy & Zardini - Sektion Ludwigia sect. Tectiflora Ramamoorth - Sektion Ludwigia sect. Amazonia Ramamoorth - Sektion Ludwigia sect. Heterophylla Ramamoorth - Sektion Ludwigia sect. Humboldtia Ramamoorth - Sektion Ludwigia sect. Macrocarpon (Micheli) H.Hara (Syn.: Jussiaea sect. Macrocarpon Micheli) - Sektion Ludwigia sect. Seminuda P.H.Raven - Sektion Ludwigia sect. Africana P.H.Raven - Sektion Ludwigia sect. Fissendocarpa (Haines) P.H.Raven (Syn.: Jussiaea sect. Fissendocarpa Haines, Fissendocarpa (Haines) Bennet) - Sektion Ludwigia sect. Oligospermum (Micheli) H.Hara (Syn.: Jussiaea sect. Oligospermum Micheli) - Sektion Ludwigia sect. Caryophylloidea P.H.Raven - Sektion Ludwigia sect. Prieurea (DC.) P.H.Raven (Syn.: Prieurea DC.) - Sektion Ludwigia sect. Brenania P.H.Raven - Sektion Ludwigia sect. Cryptosperma P.H.Raven - Sektion Ludwigia sect. Nematopyxis (Miq.) P.H.Raven - Sektion Ludwigia sect. Nipponia P.H.Raven - Sektion Ludwigia sect. Ludwigia - Sektion Ludwigia sect. Isnardia (L.) W.L.Wagner & Hoch (Syn.: Isnardia L., Dantia Boehmer nom superfl., Isnardia sect. Dantia DC. nom. superfl., Ludwigia Isnardia Torrey & A.Gray, Isnardia subg. Isnardia Reichenb. nom. superfl., Quadricosta Dulac, Ludwigia sect. Dantia (DC.) Munz, Isnardia sect. Ludwigaria DC., Isnardia subg. Ludwigaria (DC.) Reichenb., Ludwigia Ludwigiantha Torrey & A.Gray, Ludwigiantha (Torrey & A.Gray) Small): Dieser Name wurde 2007 erstveröffentlicht. - Sektion Ludwigia sect. Microcarpium Munz - Sektion Ludwigia sect. Miquelia P.H.Raven |

### Arten und ihre Verbreitung
Die Gattung ist weltweit auf allen Kontinenten (mit Ausnahme der Antarktis) zu finden, ihr Verbreitungsschwerpunkt liegt dabei in der Neotropis, reicht aber auch in gemäßigte Gebiete und die Paläotropis. 39 Arten kommen in Südamerika vor, in Nordamerika kommen 24 Arten vor, in Afrika gibt es sieben Arten, nur zwei Arten kommen nur in Asien vor, zehn Arten haben kein klar umgrenztes Verbreitungsgebiet. In China kommen acht Arten vor, keine davon nur dort, eine Naturhybride kommt nur in China und Taiwan vor. In Europa, West- sowie Südasien und in Australien sind einige Arten Neophyten.
| In der Gattung Ludwigia gibt es etwa 87 Arten: |
| - Ludwigia abyssinica A.Rich.: Sie ist vom tropischen bis zum südlichen Afrika, auf Madagaskar und den Komoren verbreitet. - Ludwigia adscendens (L.) H.Hara: Die zwei Unterarten sind von den Subtropen bis Tropen in Asien, Australien und Mittelamerika verbreitet. - Ludwigia affinis (DC.) H.Hara: Sie ist in der Neotropis verbreitet. - Ludwigia africana (Brenan) H.Hara: Sie kommt vom westlichen bis westlich-zentralen Afrika vor. - Ludwigia alata Elliott: Sie kommt nur in den südöstlichen USA vor. - Ludwigia albiflora Ramamoorthy: Sie kommt in Brasilien vor. - Klapper-Heusenkraut (Ludwigia alternifolia L.): Es ist in Nordamerika vom östlichen Kanada über die zentralen bis zu den östlichen USA verbreitet. - Ludwigia anastomosans (DC.) H.Hara: Sie kommt im südöstlichen Brasilien vor. - Ludwigia arcuata Walter: Sie kommt nur in den südöstlichen USA vor. - Ludwigia bonariensis (Micheli) H.Hara: Sie kommt in den südöstlichen US-Bundesstaaten Alabama, Mississippi, North Carolina sowie Florida und Mexiko und in Südamerika in Bolivien, Paraguay, Brasilien, Uruguay sowie nördlichen Argentinien. - Ludwigia brachyphylla (Micheli) H.Hara: Sie kommt in Brasilien vor. - Ludwigia brenanii H.Hara: Sie kommt nur Benin sowie Togo vor. - Ludwigia brevipes (B.H.Long ex Britton, A.Braun & Small) Eames: Sie kommt in den südöstlichen US-Bundesstaaten östlichen-zentralen New Jersey, North Carolina, South Carolina, Virginia sowie nordwestlichen Florida vor. - Ludwigia bullata (Hassl.) H.Hara: Sie kommt in Bolivien bis ins westliche-zentrale Brasilien sowie Paraguay vor. - Ludwigia burchellii (Micheli) H.Hara: Dieser Endemit kommt im brasilianischen Bundesstaat São Paulo nur in der Nähe von Montevideo vor. - Ludwigia caparosa (Cambess.) H.Hara: Sie kommt in Bolivien, Brasilien, Paraguay, Uruguay und in Argentinien vor. - Ludwigia curtissii Chapm.: Sie kommt nur in Florida und auf den Bahamas vor. - Ludwigia decurrens Walter: Sie ist in der Neotropis verbreitet. Als Neophyt kommt sie in Asien, Afrika und in Frankreich vor. - Ludwigia densiflora (Micheli) H.Hara: Sie ist im tropischen Südamerika verbreitet. - Ludwigia dodecandra (DC.) Zardini & P.H.Raven: Sie kommt in Costa Rica, Panamá, in Kolumbien und den Guyanas vor. - Ludwigia elegans (Cambess.) H.Hara: Sie ist in Südamerika verbreitet. - Ludwigia epilobioides Maxim.: Sie ist von Vietnam über China bis ins gemäßigte Ostasien verbreitet. - Ludwigia erecta (L.) H.Hara: Sie ist in der Neotropis verbreitet. Als Neophyt kommt sie aber auch in Afrika und Indien vor. - Ludwigia filiformis (Micheli) Ramamoorthy: Sie kommt in Bolivien, Venezuela sowie Brasilien vor. - Ludwigia foliobracteolata (Munz) H.Hara: Sie ist in der Neotropis verbreitet. - Ludwigia glandulosa Walter: Die zwei Unterarten kommen in den zentralen bis östlichen USA vor. - Großblütiges Heusenkraut (Ludwigia grandiflora (Michx.) Greuter & Burdet, Syn.: Ludwigia uruguayensis (Camb.) Hara, Ludwigia clavellina var. grandiflora (Michx.) M.Gómez): Es kommt in den USA, in Guatemala, Kuba und von Bolivien bis ins südliche Brasilien vor. Sie ist in Spanien, Frankreich, Belgien sowie Griechenland ein Neophyt. - Ludwigia hassleriana (Chodat) Ramamoorthy: Sie kommt von Brasilien über Paraguay bis ins nordöstliche Argentinien vor. - Ludwigia helminthorrhiza (Mart.) H.Hara: Sie ist vom südlichen Mexiko über Zentralamerika und Kuba bis ins tropische Südamerika verbreitet. - Ludwigia hexapetala (Hook. & Arn.) Zardini, H.Gu & P.H.Raven: Sie kommt in den westlichen sowie östlichen USA, in Costa Rica und weiten Teilen Südamerikas vor. - Ludwigia hirtella Raf.: Sie ist von den zentralen bis zu den östlichen USA verbreitet. - Ludwigia hookeri (Micheli) H.Hara: Sie kommt vom südlichen Brasilien über Uruguay bis ins nordöstliche Argentinien vor. - Ludwigia humboldtiana Funez, D.M.Farias, Hassemer & Gasper: Sie wurde 2020 aus dem brasilianischen Bundesstaat Santa Catarina erstbeschrieben. - Ludwigia hyssopifolia (G.Don) Exell: Sie ist in der Neotropis und im nördlichen Australien verbreitet. In Afrika, auf den Kapverdischen Inseln, auf dem Indischen Subkontinent, in Indochina, in China verbreitet. In Südostasien sowie Mikronesien ist sie ein Neophyt. - Ludwigia inclinata (L. f.) M.Gómez: Sie ist in der Neotropis verbreitet. - Ludwigia irregularis Funez, Hassemer, D.M.Farias & Gasper: Sie wurde 2021 aus den brasilianischen Bundesstaaten Santa Catarina sowie Rio Grande do Sul erstbeschrieben. - Ludwigia irwinii Ramamoorthy: Sie kommt von Bolivien sowie Paraguay bis Brasilien und ins nordöstliche Argentinien vor. - Ludwigia jussiaeoides Desr.: Sie kommt in Ostafrika von Somalia, Kenia über Tansania sowie Mosambik, und in Madagaskar, auf Mauritius, Réunion sowie den Komoren vor. Auf den Seychellen ist sie ausgestorben. - Ludwigia lagunae (Morong) H.Hara: Sie kommt von Bolivien sowie Paraguay bis Brasilien und Argentinien vor. - Ludwigia lanceolata Elliott: Sie kommt in den südöstlichen US-Bundesstaaten Georgia, North Carolina, South Carolina sowie Florida vor. - Ludwigia laruotteana (Cambess.) H.Hara: Sie kommt vom zentralen bis ins südliche Brasilien vor. - Ludwigia latifolia (Benth.) H.Hara: Sie kommt von Zentralamerika bis ins tropische Südamerika vor. - Ludwigia leptocarpa (Nutt.) H.Hara: Sie kommt in der Neuen Welt und in Afrika sowie Madagaskar weitverbreitet. - Ludwigia linearis Walter: Sie kommt in den zentralen bis zu den östlichen USA vor. - Ludwigia linifolia Poir.: Sie kommt in den südöstlichen USA und im südlichen mexikanischen Bundesstaat Tabasco vor. - Ludwigia litoranea Cocco & Boldrini: Sie wurde 2015 aus dem südlichen Brasilien erstbeschrieben. - Ludwigia longifolia (DC.) H.Hara: Sie kommt in Bolivien, Brasilien, Uruguay, im nördlichen Argentinien und Paraguay vor. In Florida und Japan ist sie ein Neophyt. - Ludwigia major (Micheli) Ramamoorthy: Sie kommt vom südöstlichen bis südlichen Brasilien, in Uruguay, Paraguay und nordöstlichen Argentinien vor. - Ludwigia maritima R.M.Harper: Sie kommt in den südöstlichen USA vor. - Ludwigia martii (Micheli) Ramamoorthy: Sie kommt im östlichen Bolivien, Brasilien, im nordöstlichen Argentinien und Paraguay vor. - Ludwigia mexiae (Munz) H.Hara: Sie kommt in Suriname und im nördlichen bis nordöstlichen Brasilien vor. - Ludwigia microcarpa Michx.: Sie kommt in den zentralen bis südöstlichen USA und auf den Bahamas, in Kuba und Jamaika vor. - Ludwigia multinervia (Hook. & Arn.) Ramamoorthy: Sie kommt im südlichen Brasilien sowie im östlichen Uruguay vor. - Ludwigia myrtifolia (Cambess.) H.Hara: Sie kommt im südlichen bis südöstlichen Brasilien vor. - Ludwigia neograndiflora (Munz) H.Hara: Sie kommt in Bolivien, Peru, im südlichen Brasilien sowie in Paraguay bis nordöstlichen Argentinien vor. - Ludwigia nervosa (Poir.) H.Hara: Sie ist vom südöstlichen Mexiko über Zentralamerika bis ins tropische Südamerika verbreitet. - Ludwigia octovalvis (Jacq.) P.H.Raven: Die drei Unterarten sind von den Subtropen bis Tropen in der Neuen Welt, in Afrika, Madagaskar, Asien, Australien sowie auf Inseln im Pazifik weitverbreitet. - Ludwigia ovalis Miq.: Sie kommt vom südöstlichen China sowie Taiwan über Südkorea bis ins zentrale und südliche Japan vor. - Sumpf-Heusenkraut (Ludwigia palustris (L.) Elliott): Es kommt in Europa, Nordafrika, im tropischen bis südlichen Afrika, in Vorderasien und in der Neuen Welt weitverbreitet. Auf den Bermudas, in Hawaii und im südöstlichen Australien ist es ein Neophyt. - Ludwigia peduncularis (C.Wright ex Griseb.) M.Gómez: Sie kommt nur in Kuba vor. - Flutendes Heusenkraut (Ludwigia peploides (Kunth) P.H.Raven): Die vier Unterarten sind in der Neuen Welt und vom südöstlichen China über Nansei-shoto bis Japan sowie in Australien weitverbreitet. - Ludwigia perennis L.: Sie ist in der Paläotropis verbreitet. - Peruanisches Heusenkraut (Ludwigia peruviana (L.) H.Hara): Es ist in der Neotropis verbreitet. - Ludwigia pilosa Walter: Sie ist von den zentralen bis zu den südöstlichen USA verbreitet. - Ludwigia polycarpa Short & Peter: Sie kommt vom südöstlichen Kanada bis zu den nördlichen sowie östlichen USA und im südwestlichen Kuba vor. - Ludwigia potamogeton (Micheli) H.Hara: Sie kommt in nördlichen Brasilien vor. - Ludwigia prostrata Roxb.: Sie kommt vom Tropischen bis Subtropischen Asien und im südlichen Teil von Russlands Fernem Osten vor. - Ludwigia pseudonarcissus (Chodat & Hassl.) Ramamoorthy: Sie kommt im südlichen Brasilien über Paraguay bis ins nordöstliche Argentinien vor. - Ludwigia quadrangularis (Micheli) H.Hara: Sie kommt im tropischen Südamerika vor. - Ludwigia ravenii C.I.Peng: Sie kommt in den südöstlichen US-Bundesstaaten North Carolina, South Carolina, Virginia sowie nordöstliches Florida vor. - Kriechende Ludwigie, Schwimm-Heusenkraut (Ludwigia repens J.R.Forst. nom. cons., Syn.: Ludwigia clavellina M.Gómez & Molinet nom. superfl., Ludwigia fluitans Scheele, Ludwigia natans Elliott, Ludwigia natans var. rotundata (Griseb.) Fernald & Griscom, Ludwigia natans var. stipitata Fernald & Griscom, Ludwigia repens var. rotundata (Griseb.) M.Gómez, Ludwigia repens var. stipitata (Fernald & Griscom) Munz): Es ist von den USA über Mexiko bis Zentralamerika und auf den Großen Antillen verbreitet. In Österreich, der ehemaligen Tschechoslowakei, Ungarn, Spanien und in Bangladesch ist es ein Neophyt. - Ludwigia rigida (Miq.) Sandwith: Sie kommt vom südöstlichen Mexiko über Zentralamerika bis ins tropische Südamerika vor. - Sedumähnlichen Ludwigie (Ludwigia sedoides (Bonpl.) H.Hara): Es kommt vom südlichen Mexiko und Kuba über Zentralamerika bis ins tropische Südamerika vor. - Ludwigia senegalensis (DC.) Troch. (Syn.: Ludwigia prieurea (Guill. & Perr.) Troch., Ludwigia pulvinaris Gilg, Ludwigia pulvinaris subsp. lobayensis P.H.Raven): Sie ist im tropischen Afrika verbreitet. - Ludwigia sericea (Cambess.) H.Hara: Sie kommt von Brasilien über Paraguay bis ins nordöstliche Argentinien sowie Uruguay vor. - Ludwigia simpsonii Chapm. (Syn.: Ludwigia curtissii var. simpsonii (Chapm.) D.B.Ward, Ludwigia cubensis Helwig): Sie kommt vom südlichen Mississippi sowie Florida bis ins westliche Kuba sowie Jamaika vor. - Ludwigia spathulata Torr. & A.Gray: Sie kommt nur in den südöstlichen USA vor. - Ludwigia speciosa (Brenan) Hoch, Goldblatt & P.H.Raven: Diese Neukombination erfolgte 2007. Sie kommt in Ostafrika vom östlichen Tansania bis ins östliche Mosambik vor. - Ludwigia sphaerocarpa Elliott: Sie gedeiht in Höhenlagen von 0 bis 300 Metern von den zentralen bis in die östlichen USA. - Ludwigia stenorraphe (Brenan) H.Hara: Sie kommt vom tropischen Afrika bis Botswana vor. - Ludwigia stricta (C.Wright ex Griseb.) C.Wright: Dieser Endemit kommt nur in Westkuba vor. - Ludwigia suffruticosa (L.) M.Gómez: Sie kommt in den südöstlichen Vereinigten Staaten und im südlichen Mexiko vor. - Ludwigia tepicana M.E.Jones: Dieser Endemit kommt nur im mexikanischen Bundesstaat Nayarit vor. - Ludwigia tomentosa (Cambess.) H.Hara: Sie kommt vom östlichen Bolivien bis Brasilien vor. - Ludwigia torulosa (Arn.) H.Hara (Syn.: Ludwigia oocarpa (C.Wright ex Griseb.) M.Gómez): Sie ist vom südöstlichen Mexiko über Zentralamerika und auf Karibischen Inseln bis ins tropische Südamerika verbreitet. - Ludwigia venugopalanii Sindhu Arya, V.Suresh, P.Biju & V.S.A.Kumar: Sie wurde 2020 aus dem indischen Bundesstaat Kerala erstbeschrieben. - Ludwigia virgata Michx.: Sie gedeiht in Höhenlagen von 0 bis 300 Metern in den südöstlichen USA. |

Hybride:
- Bastard-Heusenkraut (Ludwigia ×kentiana E.J.Clement) = Ludwigia palustris × Ludwigia repens: Sie entstand in Kultur und wurde 2000 erstbeschrieben. Sie ist in einigen Gebieten verwildert.[3]
- Ludwigia ×lacustris Eames = Naturhybride aus Ludwigia brevipes × Ludwigia palustris: Sie kommt nur in den nordöstlichen US-Bundesstaaten Connecticut sowie Rhode Island vor.[3]
- Ludwigia ×taiwanensis C.I.Peng = Naturhybride aus Ludwigia adscendens × Ludwigia peploides subsp. stipulacea: Sie kommt vom südlichen China über Hainan bis Taiwan vor.[4][3]

## Nutzung
Gelegentlich sind Ludwigia-Arten reine Wasserpflanzen und werden als solche in der Aquaristik als Aquarienpflanzen, etwa Ludwigia ovalis oder Ludwigia inclinata var. verticillata, Weinrote Ludwigia (Ludwigia aff. glandulosa, Syn.: Ludwigia repens ‘Rubin’) Ludwigia glandulosa, Ludwigia helminthorrhiza, Kriechenden Ludwigie (Ludwigia repens es sind mehrere Varietäten und Kreuzungen bekannt), Schmalblättrige Ludwigie (Ludwigia arcuata), Kurzstielige Ludwigie (Ludwigia brevipes) verwendet, wobei die im Aquarium am besten wachsenden Arten die Bastarde Ludwigia repens x Ludwigia arcuata und Ludwigia arcuata x Ludwigia repens sein sollen.
Junge Pflanzenteile von Ludwigia epilobioides werden an Vieh verfüttert.
Von wenigen Arten wurden die medizinischen Wirkungen untersucht; ein Beispiel ist Ludwigia palustris.

## Sonstiges
Ludwigia Bayle 1878 ist eine ausgestorbene Gattung von Ammoniten, die in der Familie Graphoceratidae eingeordnet wird; es ist ein Leitfossil im unteren Mittleren Jura.